# Anuroctonus
Famille
Genre
Synonymes
- Oncocentrus Thorell, 1893

Anuroctonus, unique représentant de la famille des Anuroctonidae, est un genre de scorpions.

## Distribution
Les espèces de ce genre se rencontrent aux États-Unis en Californie, en Idaho, au Nevada et en Utah et au Mexique en Basse-Californie.

## Liste des espèces
Selon The Scorpion Files (28/07/2023) :
- Anuroctonus pococki Soleglad & Fet, 2004
- Anuroctonus phaiodactylus (Wood, 1863)

## Systématique et taxinomie
Ce genre a été décrit par Pocock en 1893 dans les Iuridae. Il est placé dans les Chactidae par Soleglad et Fet en 2003 puis dans les Anuroctonidae par Santibáñez-López, Ojanguren-Affilastro, Graham et Sharma en 2023.
Oncocentrus a été placé en synonymie par Kraepelin en 1899.

## Publications originales
- Pocock, 1893 : « Notes on the classification of scorpions, followed by some observations upon synonymy, with descriptions of new genera and species. » Annals and Magazine of Natural History, sér. 6, vol. 12, p. 303–330 (texte intégral).
- Santibáñez-López, Ojanguren-Affilastro, Graham & Sharma, 2023 : « Congruence between ultraconserved element-based matrices and phylotranscriptomic datasets in the scorpion Tree of Life. » Cladistics, p. 1–15.